# Базьян
Базья́н (фр. Bazian) — коммуна во Франции, находится в регионе Юг — Пиренеи. Департамент — Жер. Входит в состав кантона Вик-Фезансак. Округ коммуны — Ош.
Код INSEE коммуны — 32033.

## География

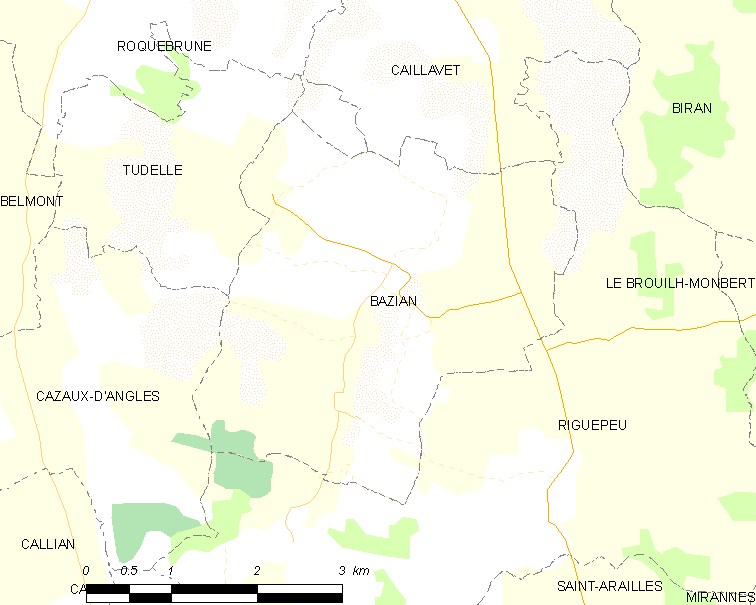
Карта коммуны

Коммуна расположена приблизительно в 600 км к югу от Парижа, в 95 км западнее Тулузы, в 22 км к западу от Оша.
На северо-востоке коммуны протекает река Ос.

## Климат
Климат умеренно-океанический. Лето жаркое и немного дождливое, температура часто превышает 35 °С. Зимой часто бывает отрицательная температура и ночные заморозки. Годовое количество осадков — 700—900 мм.

## Население
Население коммуны на 2010 год составляло 109 человек.
| 1962 | 1968 | 1975 | 1982 | 1990 | 1999 | 2010 |
| ---- | ---- | ---- | ---- | ---- | ---- | ---- |
| 176  | 171  | 133  | 129  | 114  | 102  | 109  |

## Администрация
| Период | Период | Фамилия           | Партия       | Примечания |
| ------ | ------ | ----------------- | ------------ | ---------- |
| 1945   | 1965   | Гюстав Сен-Мартен |              |            |
| 1965   | 1995   | Эли Рей           |              |            |
| 1995   | 2008   | Жак Кузине        | Разные левые |            |
| 2008   | 2014   | Ален Дадаль       |              |            |
| 2014   | 2020   | Вероника Коэльо   |              |            |

## Экономика
В 2010 году среди 70 человек трудоспособного возраста (15-64 лет) 43 были экономически активными, 27 — неактивными (показатель активности — 61,4 %, в 1999 году было 63,8 %). Из 43 активных жителей работали 40 человек (20 мужчин и 20 женщин), безработных было 3 (1 мужчина и 2 женщины). Среди 27 неактивных 3 человека были учениками или студентами, 14 — пенсионерами, 10 были неактивными по другим причинам.

## Достопримечательности
- Замок Базьян (XVI век). Исторический памятник с 2008 года[4]
- Башня (XV век). Исторический памятник с 1974 года[5]
- Средневековые укреплённые городские ворота Сент-Йор. Исторический памятник с 1973 года[6]
- Церковь Св. Андрея (XIX век)
- Церковь Св. Георгия (XVI век)